# Тойвго, Цэвэгийн
Цэвэгийн Тойвго (1 сентября 1917, Бурятия, Российская империя — 2000, Монголия) — монгольский ветеринар и научный издатель.

## Биография
Родился 1 сентября 1917 года в Бурятии. В 1933 году поступил в Иркутский ветеринарный техникум, который он окончил в 1938 году. Одного диплома ему показалось мало, тогда он переехал в Монголию и в 1941 году поступил на ветеринарное отделение МонГУ, который он окончил в 1946 году. С 1946 по 1961 год работал преподавателем в сельскохозяйственном и ветеринарном техникумах при МонГУ. С 1961 по начало 1980-х годов работал в НИИ животноводства. С 1980-х по конец 1990-х годов работал в Институте общей и экспериментальной биологии.
Скончался в 2000 году в Монголии.

## Научные работы
Основные научные работы посвящены ветеринарии и животноводству.
- Исследовал причины падежа молодняка сельскохозяйственных животных в Монголии.
- Разрабатывал вопросы стабилизации производства животноводческой продукции.
- Уделял внимание проблемам охраны природы, в т.ч защите редких и ценных промысловых зверей МНР.

## Издательская деятельность
Под его редакцией издавались следующие научные энциклопедии и словари:
- Малая Монгольская энциклопедия.
- Русско-монгольский словарь с основами научной терминологии.— В 3-х т.

## Членство в обществах
- Иностранный член ВАСХНИЛ (1967-92).
- Член АН МНР (1961-91).